# Bernardo Pocherra
Bernardo Pocherra (Carrara, 2 gennaio 1885 – Carrara, 1968) è stato un politico e avvocato italiano.

## Biografia
Svolse la professione di avvocato nella sua città natale. Politicamente vicino agli ideali liberal-nazionalisti di Giovanni Borelli, aderì al Partito liberale giovanile italiano fino alla sua dissoluzione nel 1915. Dal 1914 fu direttore del Risveglio Apuano, l'organo dei giovani liberali carraresi.
Nel 1915 all'ingresso in guerra dell'Italia, si arruolò volontario. Frequentò la Scuola Ufficiali e il Regio Politecnico Scuola Mitraglieri di Torino e fu inviato prima sul fronte isontino e poi su quello trentino, raggiungendo il grado di capitano.
Tornato a Carrara, nel 1919 fu tra i fondatori della sezione locale dell'Associazione Nazionale Combattenti. Nel gennaio 1920 fondò l'Associazione democratica liberale, erede delle esperienze prebelliche.
Il 12 maggio 1921 fu tra i fondatori del Partito Nazionale Fascista a Carrara. Pocherra capeggiava l'ala liberal-conservatrice del partito, decisa a difendere gli interessi dei tradizionali proprietari delle cave di marmo locali contro la pressione del nuovo ceto industriale della piccola borghesia marmifera che si appoggiava invece agli squadristi di Renato Ricci. Il 26 ottobre 1922 il PNF vinse le elezioni amministrative, esercitando violenze sugli elettori, e Pocherra divenne sindaco il 6 dicembre.
Presto però all'interno del partito si aprì una frattura tra la fazione guidata da Renato Ricci, vero e proprio Ras locale, e i "non allineati" legati a Pocherra. Il 20 aprile 1923 Pocherra fu costretto alle dimissioni. Fu successivamente nominato segretario federale della provincia di Massa e Carrara, carica che gli permise di entrare di diritto nella Camera dei fasci e delle corporazioni. Dal 1934 al 1939 fu deputato alla Camera.
Dal 1939 al 1943 fu direttore di Messaggerie Italiane.
Alla caduta del fascismo, non aderì alla Repubblica Sociale Italiana e si ritirò dalla politica. Continuò la professione di avvocato a Carrara, dove morì nel 1968.